# 埃韦通·里贝罗
埃韦通·奥古斯托·德巴罗斯·里贝罗（葡萄牙語：Éverton Augusto de Barros Ribeiro；1989年4月10日—）是一名巴西足球运动员，现效力于巴西足球甲級聯賽球队巴希亞。
作為巴西國腳，2014年第一次入選國家隊，他曾隨隊參加2015年美洲盃足球賽。在美洲盃八強PK戰中失手後長達五年時間沒有於國家隊出賽，直到重返佛朗明哥時有出色表現，於2020又重新獲得出賽機會。

## 国家队生涯
2014年8月19日，里贝罗被巴西国家足球队新任主教练邓加召入国家队，备战对哥伦比亚和厄瓜多尔的友谊赛。 9月5日，他在巴西1比0击败哥伦比亚的比赛上演国家队首秀。